# Letiště Čáslav
Letiště Čáslav je vojenské letiště české armády v blízkosti obce Chotusice v okresu Kutná Hora. Letiště bylo vybudováno v letech 1952 až 1958. Od 1. prosince 2003 je sídlem 21. základny taktického letectva s čestným názvem Zvolenská v rámci vzdušných sil AČR. Na čáslavském letišti působí 211. taktická letka se stíhacími letouny JAS-39 Gripen, 212. taktická letka s bitevníky L-159A ALCA a 213. výcviková letka s dvoumístnými „Alkami“ (L-159T1) a Albatrosy (L-39ZA). 21. základna taktického letectva pořádá každé dva roky Den otevřených dveří letiště Čáslav.

## Vloupání
Na začátku roku 2025 se na letiště vloupal neznámý pachatel, který ukradl auto jednomu zaměstnanců letiště, se kterým poté jezdil po přistávací dráze, následně jej naboural, poničil letištní plot a nakonec utekl z místa činu. Nepodařilo se jej přitom dopátrat.